# Lac de Starnberg
Le lac de Starnberg (en allemand : Starnberger See) situé à 20 km au sud-ouest de Munich en Haute-Bavière (Allemagne) est le cinquième lac d'Allemagne avec une superficie de 56 km2. Il était précédemment dénommé Wirmsee, puis Würmsee. La douceur de son climat et la beauté des paysages en fait depuis 1880 un lieu de villégiature apprécié des riches Munichois.

## Géographie

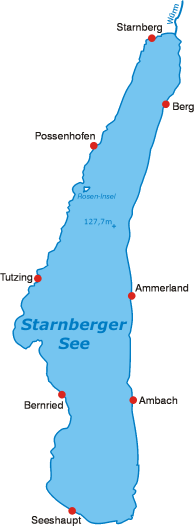
Carte du lac de Starnberg, avec les localités qui le bordent.

Il s’étend sur 21 km du nord au sud et 3,5 km d'ouest en est. Son altitude est de 580 m et sa profondeur maximale de 127 m.
Il est entouré de petites villes dont Starnberg au nord, Seeshaupt au sud, Tutzing à l'ouest et Berg. C'est dans ce lac que fut retrouvé mort Louis II de Bavière en 1886. Sa cousine, la future impératrice Élisabeth d'Autriche, dite Sissi, a grandi sur les bords du lac au château de Possenhofen.
Comme le lac voisin, l'Ammersee, similaire en forme et en taille, le lac de Starnberg a été créé par la fonte des glaciers descendant des Alpes bavaroises après l'âge glaciaire. Le lac comprend une seule île, la petite Roseninsel (« l'île des roses »). Le lac s'écoule par la rivière Würm (qui lui a donné son autre nom de Würmsee). Son principal affluent est la rivière Ach ou Ostersee-Ach, elle-même alimentée par une série de petits lacs plus au sud.
Le lac est un lieu de distraction prisé des habitants de Munich. Une piste accessible aux vélos fait le tour du lac.
L'eau du lac est de très bonne qualité depuis l'introduction dans les années 1960 d'un égout circonférique acheminant les eaux usées jusqu’à une station de traitement derrière la sortie du lac à Starnberg.

## Climat
Le lac de Starnberg se trouve dans une zone avec un climat humide atlantique et sec continental[réf. nécessaire]. Le vent (foehn) apporte du sud de manière non régulière de l'air chaud et sec vers les préalpes bavaroises. Ainsi la visibilité est souvent très bonne et il est possible de voir très clairement les Alpes. La température moyenne mensuelle ne baisse pas au-dessous de −3 °C, la plus haute est entre 10 et 22 °C.

## Protection environnementale
Le lac est désigné site Ramsar le 26 février 1976. Il est également un site d'importance communautaire depuis 2004.

## Sites touristiques
- Votivkapelle (« la chapelle de la Croix du lac ») : elle a été construite entre 1896 et 1900, en souvenir du dixième anniversaire de la mort de Louis II de Bavière, au-dessus de l'endroit où on a trouvé le roi mort. Une croix en bois indique la place dans l'eau. Chaque année, le dimanche qui suit le 13 juin, anniversaire de la mort du roi, il y a une commémoration dans la chapelle, d'une durée d'environ 15 minutes ; on y accède au pied de Berg ou Berg-Leoni.
- Roseninsel (« l'île aux Roses ») était, de par son romantisme et sa tranquillité, l'un des endroits préférés de Louis II de Bavière. Dans le jardin dédié aux roses, il planta des centaines de roses et prit soin de la villa casino. En 1850, le roi Maximilien II de Bavière acheta cette petite île appelée « Wörth » à la veuve d'un pêcheur nommé Kugelmüller. Il demanda la même année à l'architecte Franz Kreuter d'y construire la villa royale « Casino » et à Peter Joseph Lenné d'y dessiner un jardin. Durant cette période, Maximilien II chargea le même paysagiste d'imaginer un parc sur la rive ouest du lac de Starnberg, juste en face de l'île aux Roses. Ce parc fut finalement dessiné par Carl von Effner. La construction du palais débuta en 1863 et fut abandonnée à la mort du roi en 1864.
- Musée Buchheim : le noyau de la collection du peintre, photographe, éditeur, auteur d’ouvrages d’art et romancier Lothar-Günther Buchheim est constitué par les tableaux de Kirchner, Heckel, Schmidt-Rottluff et Pechstein, auxquels sont provisoirement rattachées les œuvres de Nolde et Mueller, membres temporaires du groupe « Die Brücke ». Le bateau du musée emmène les visiteurs sur la voie navigable de Starnberg à Bernried.
- Abbaye d'Andechs : c'est un lieu de pèlerinage, avec une église rococo. Le « Kloster Andechs » abrite également la plus grande collection de cierges d'Europe.
- Château de Possenhofen : le château dans lequel Sissi a passé son enfance est une propriété privée. Il n’est pas possible de le visiter. Dans son parc se trouve un endroit pour se baigner avec une pelouse, un terrain de jeux et une aire pour barbecue.
- Château de Berg : ancienne résidence d’été de Louis II, propriété privée qu'il n’est pas possible de visiter.
- Musée impératrice Élisabeth : musée dans le salon du roi à la gare de Possenhofen. Il abrite une exposition sur la vie de l’impératrice Sissi.

## Galerie photographique

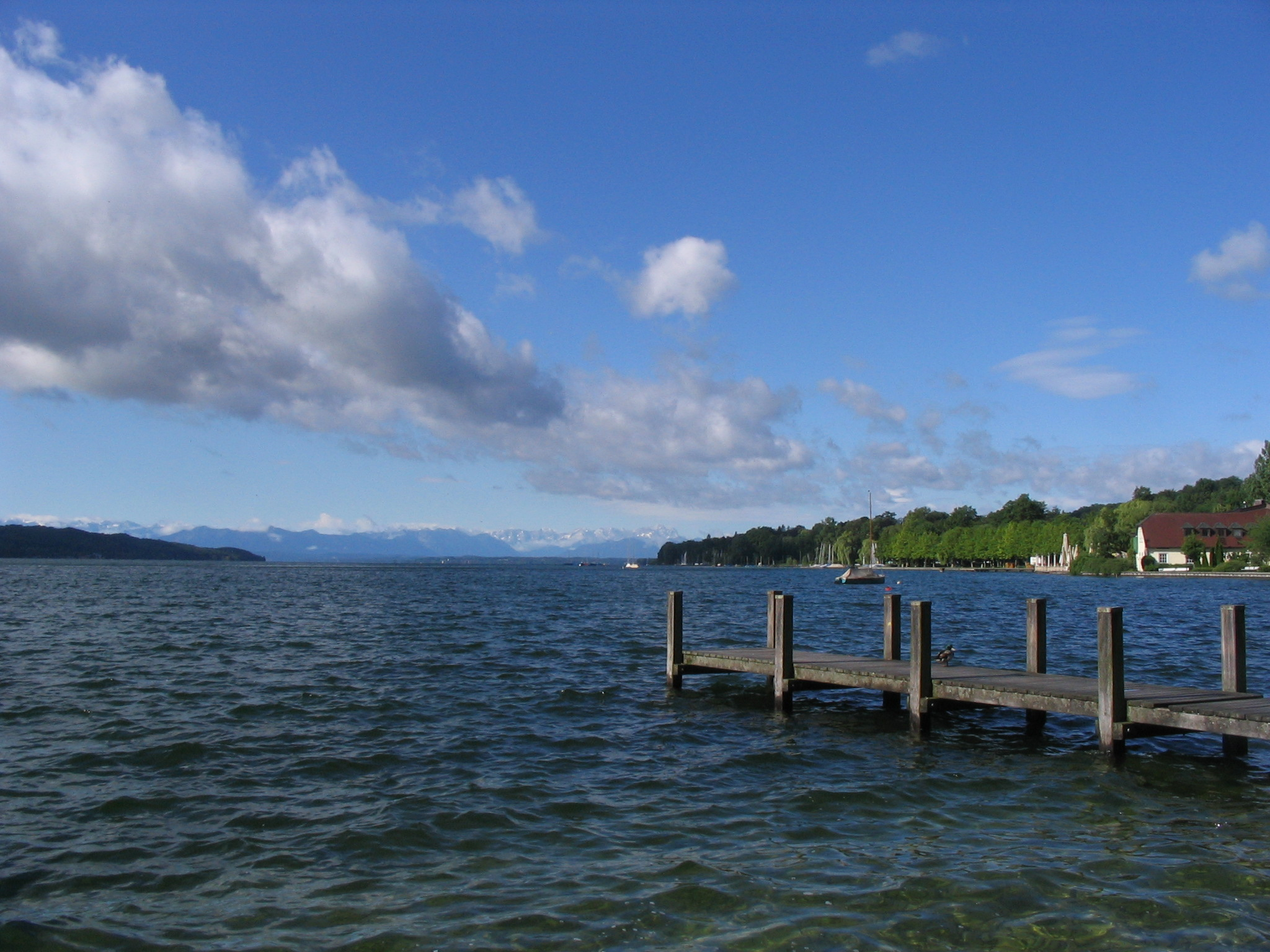
Lac de Starnberg.
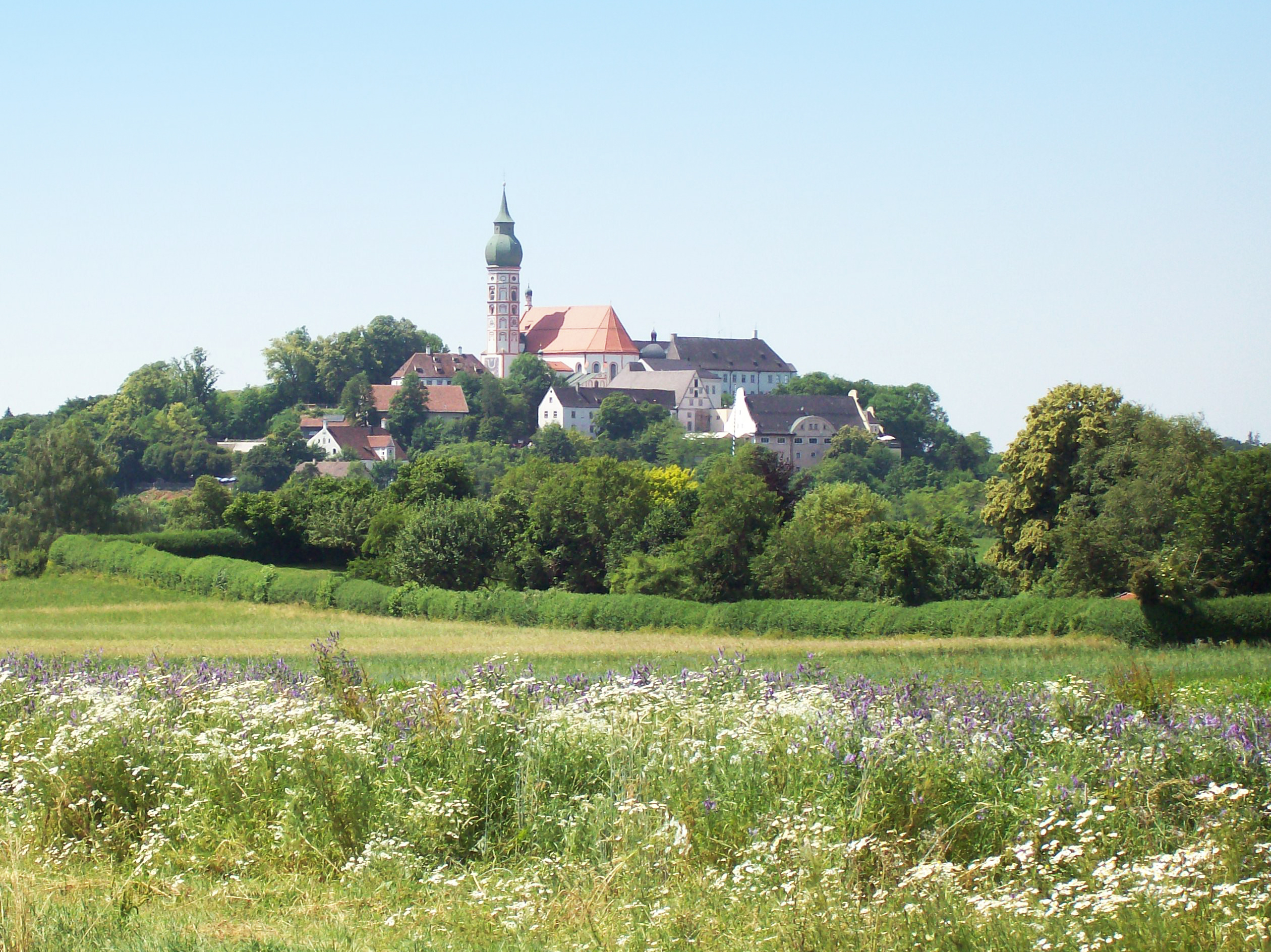
Le monastère Andechs.
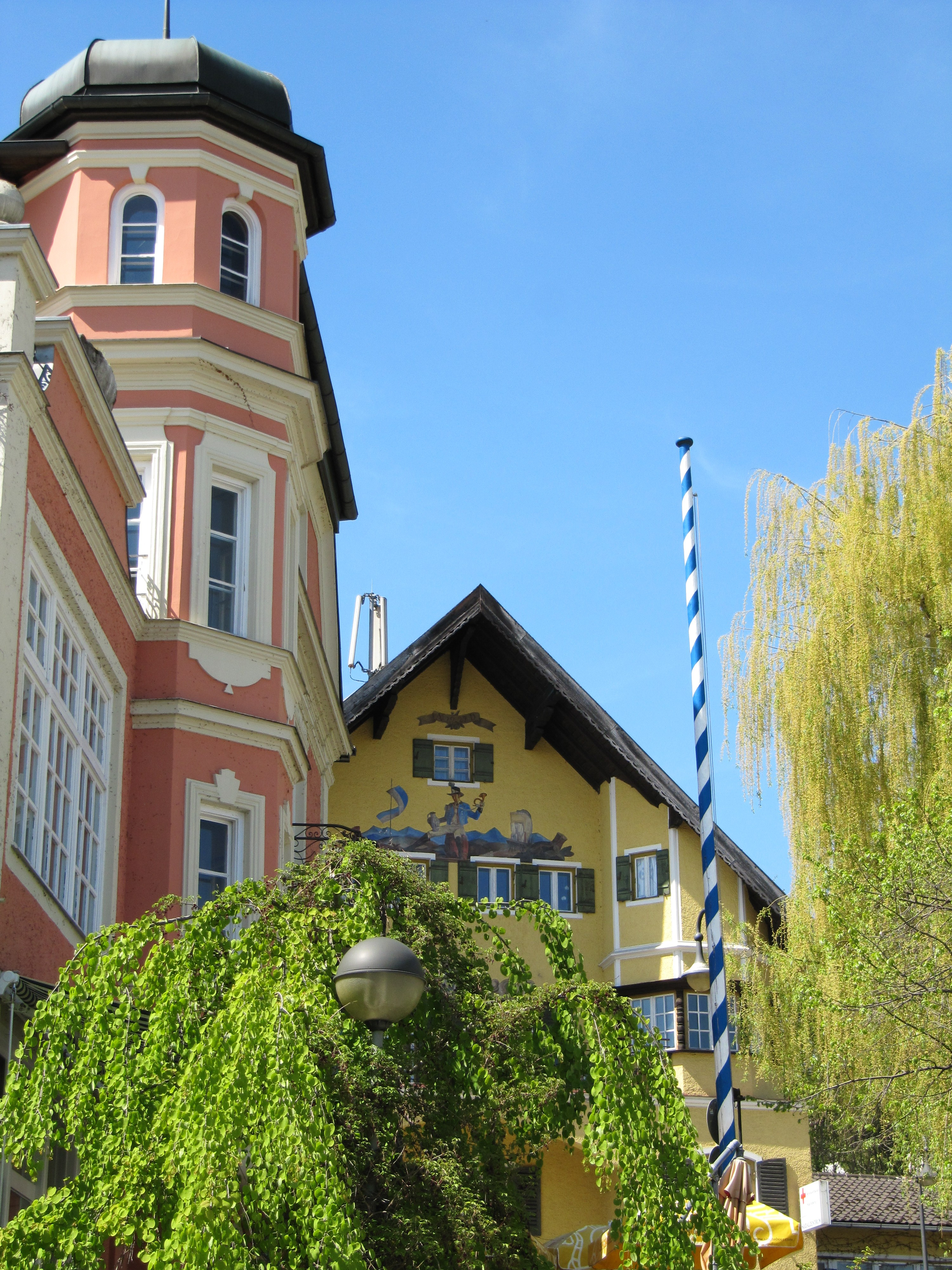
Centre-ville de Starnberg.

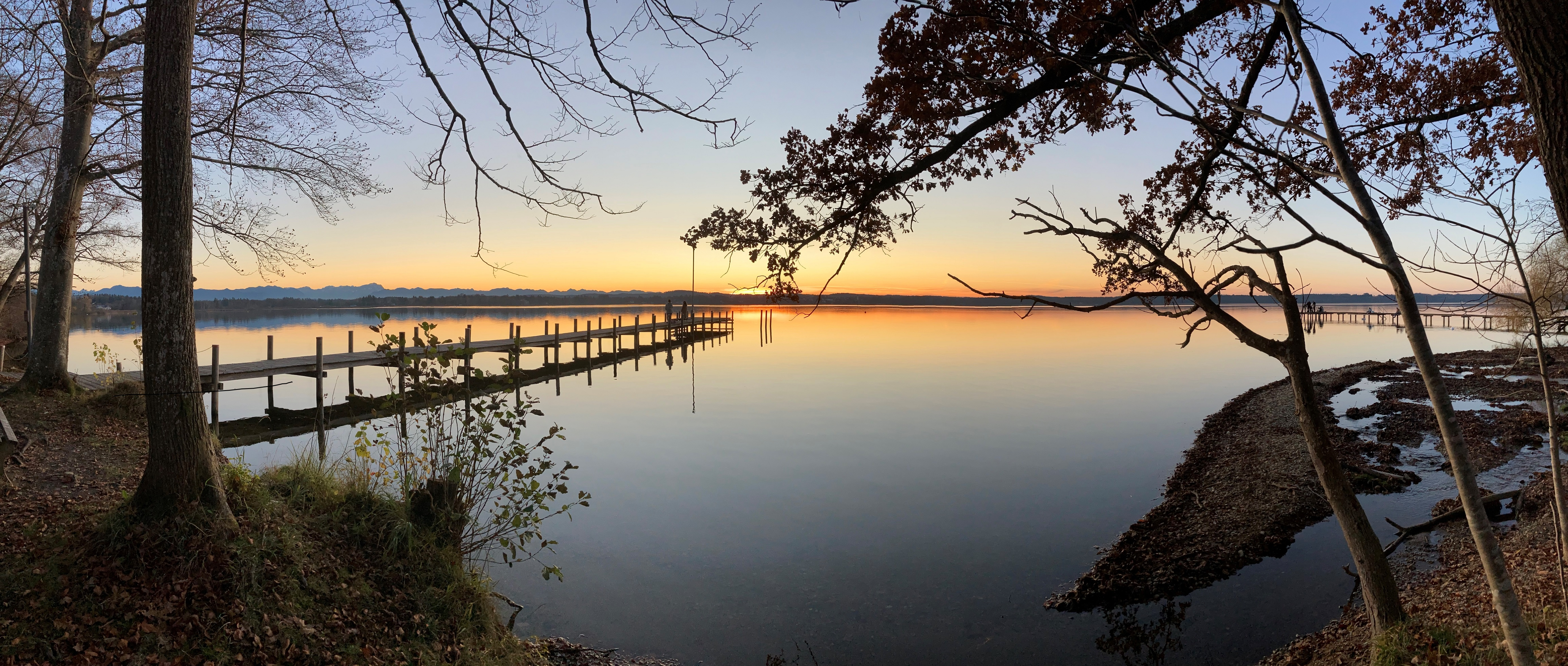
Au calme sur le lac de Starnberg. Novembre 2020.

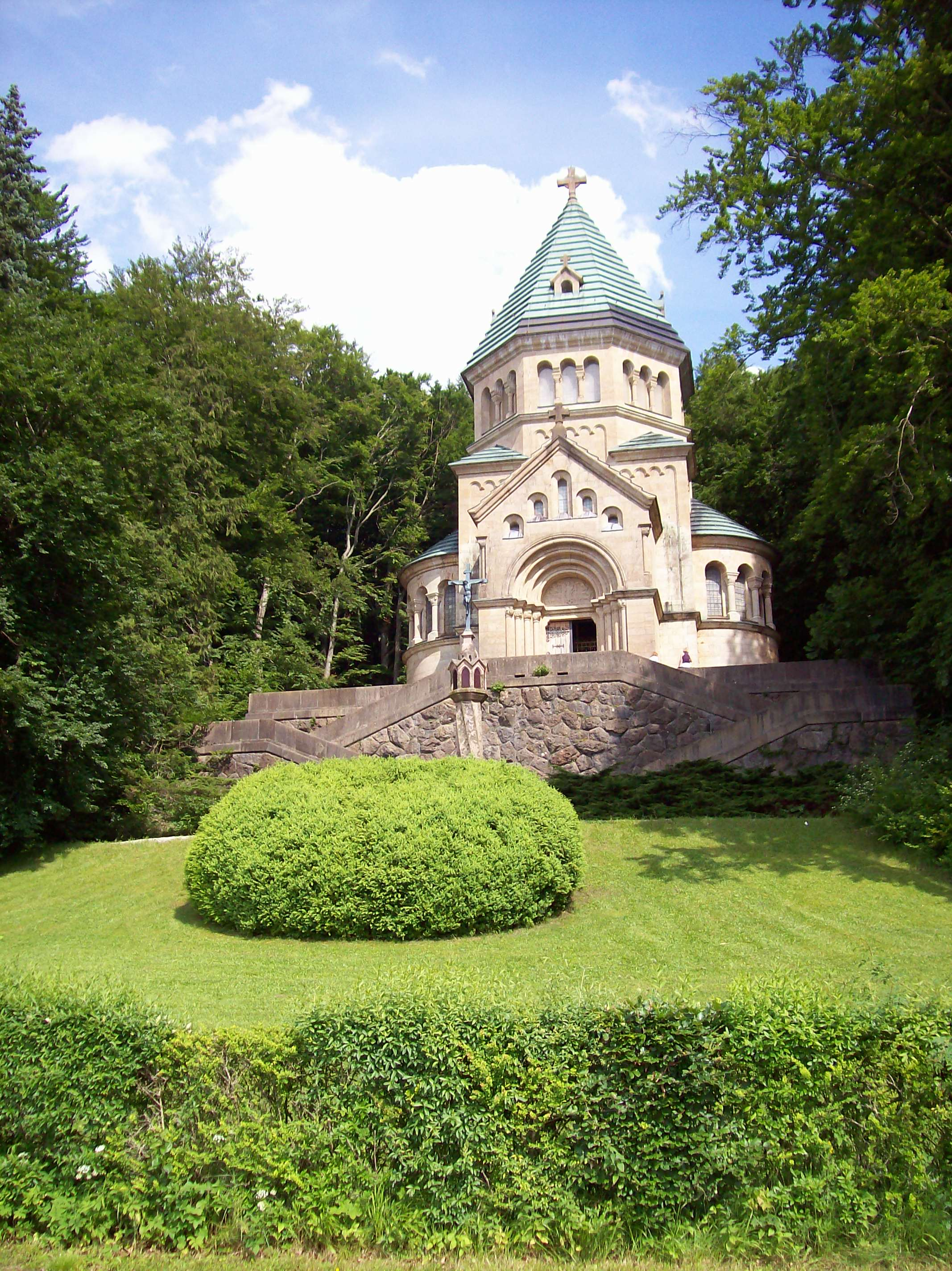
Chapelle votive.
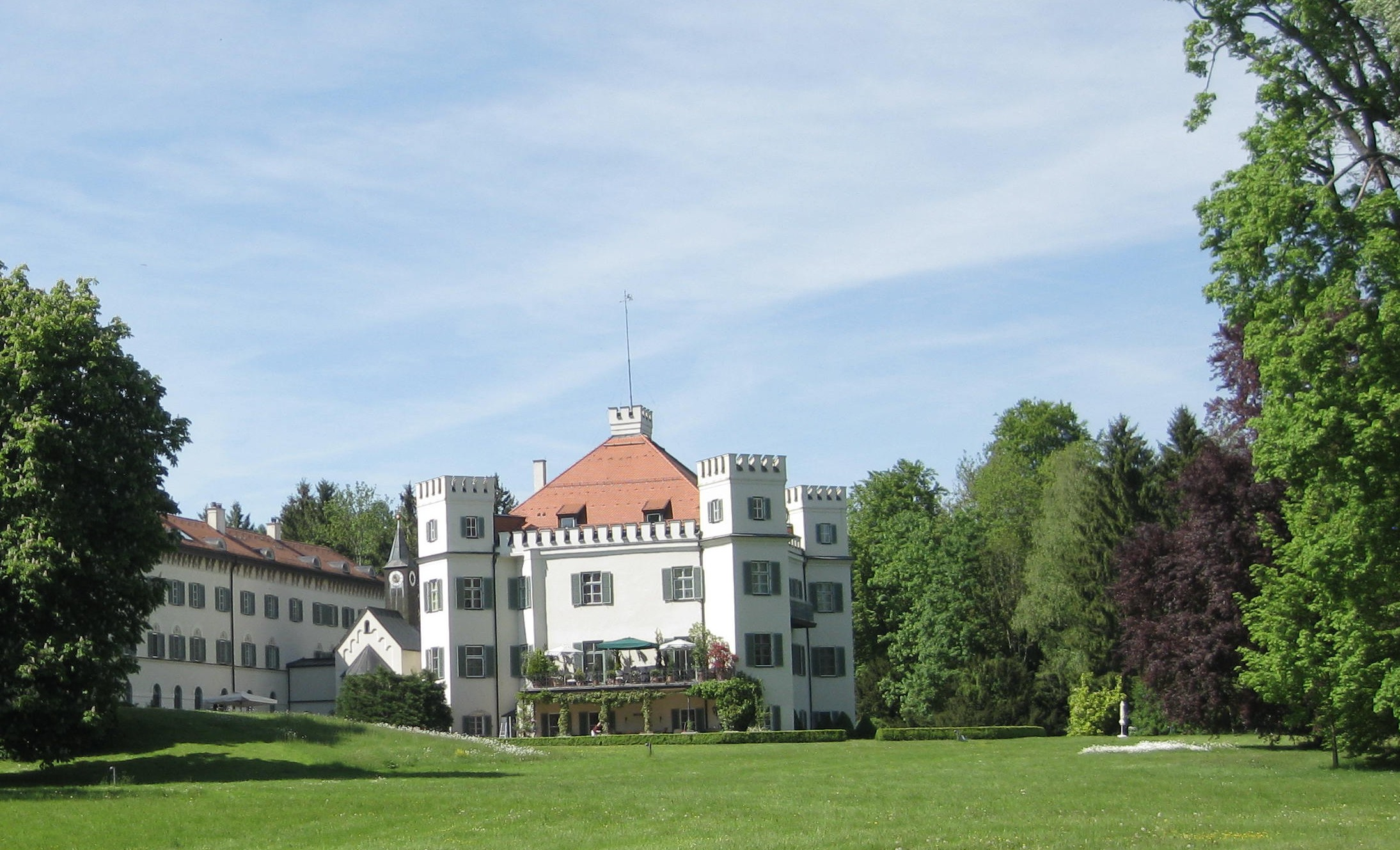
Château de Possenhofen.

## Sports
Les amateurs de sport peuvent pratiquer des activités nautiques comme la voile, le canoë-kayak, la planche à voile ou même le ski nautique. Les cyclistes et les randonneurs trouvent 300 km de pistes cyclables, 220 km de sentiers balisés et un parcours balisé de marche nordique de 280 km. Les golfeurs ont le choix entre huit terrains de golf de 18 trous et un terrain intérieur.

## Littérature
- Le Starnbergersee est cité dans le poème The Waste Land du poète britannique T. S. Eliot (1922).
- Valery Larbaud fait également mention du lac de Starnberg dans son poème Nevermore.